# Kinnander
Kinnander är en svensk präst- och akademikersläkt, som härstammar från frälsebonden Lars Amundsson från Björntorp i Tidersrums socken i Östergötland.

## Historik
Släkten Kinnander härstammar från frälsebonden Lars Amundsson från Björntorp i Tidersrums socken i Östergötland.

## Medlemmar av släkten
- Ericus Laurentii Kinnander (1702–1786), kyrkoherde i Lommaryds församling.
  - Lars Magnus Kinnander (1742–1832), kyrkoherde i Vadstena församling.
    - Lars Magnus Kinnander (1794–1868), kyrkoherde i Svanshals församling.
    - Isak Herman Kinnander (1786–1876), kyrkoherde i Vadstena församling.
      -         - Oscar Kinnander (1865–1939), försäkringsman.

  - Paul Kinnander (1746–1801), kyrkoherde i Träslövs församling.
    -       - Israel Kinnander (1833–1928), kyrkoherde i Häradshammars församling.
        - Karl Magnus Kinnander (1869—1965), krigsråd
        - Gustaf Kinnander (1878—1948), häradshövding i Östbo och Västbo domsaga